# Drippin
Drippin (드리핀), stylisé DRIPPIN, est un boys band sud-coréen de K-pop formé en 2020. Il est composé de sept membres.

## Formation
Avant la constitution du groupe, les membres du groupe ont participé à l'émission Produce X 101 (à l'exception d'Alex). Cha Jun-ho s'est classé neuvième dans l'émission et a donc intégré le groupe X1. Celui-ci a rapidement arrêté à la suite de la révélation de manipulation sur les votes dans Produce X 101.
La formation du groupe Drippin est annoncéé en septembre 2020. Les candidats de Produce X 101 sont rejoints par Alex, qui est de nationalité coréenne et allemande. Ce dernier quitte le groupe en 2023.

## Membres
| Nom de scène | Nom de scène | Nom de naissance                        | Nom de naissance | Date de naissance        | Nationalité | Positions                                             |
| Romanisé     | Coréen       | Romanisé                                | Coréen           | Date de naissance        | Nationalité | Positions                                             |
| ------------ | ------------ | --------------------------------------- | ---------------- | ------------------------ | ----------- | ----------------------------------------------------- |
| Yunseong     | 윤성         | Hwang Yunseong                          | 황윤성           | 30 octobre 2000 (21 ans) | Sud-coréen  | leader, danseur principal, chanteur                   |
| Hyeop        | 협           | Lee Hyeop                               | 이협             | 13 août 1999 (22 ans)    | Sud-coréen  | chanteur principal, hyung (le plus âgé)               |
| Changuk      | 창욱         | Joo Changuk                             | 주창욱           | 25 juillet 2001 (21 ans) | Sud-coréen  | chanteur secondaire, danseur secondaire               |
| Dongyun      | 동윤         | Kim Dongyun                             | 김동윤           | 18 février 2002 (20 ans) | Sud-coréen  | rappeur principal, danseur secondaire, chanteur       |
| Minseo       | 민서         | Kim Minseo                              | 김민서           | 13 mai 2002 (20 ans)     | Sud-coréen  | chanteur                                              |
| Junho        | 준호         | Cha Junho                               | 차준호           | 9 juillet 2002 (20 ans)  | Sud-coréen  | chanteur secondaire, visuel, visage du groupe, centre |
| Alex         | 알렉스       | Alexander Vincent Schmidt (Lee Hayoung) | 이하영           | 6 octobre 2004 (17 ans)  | Allemand    | rappeur secondaire, chanteur, maknae (le plus jeune)  |

## Discographie

### Album studio
- Villain : The End (2022)

### EP
- Boyager (2020)
- A Better Tomorrow (2021)
- Villain (2022)

### Album single
- Free Pass (2021)
- Villain : ZERO (2022)
- SEVEN SINS (2023)
- Beautiful MAZE (2024)
- Weekend (2024)

### Single japonais
- SO GOOD (2022)
- Hello Goodbye (2023)